# بالور (تنسی)
بالور(به انگلیسی: Bolivar) شهری در ایالت تنسی کشور ایالات متحده آمریکا است که جمعیت آن در سرشماری سال ۲۰۱۰ میلادی، ۵٬۴۱۷ نفر بوده‌است.